# Fresno
Fresno é a quinta cidade mais populosa do estado norte-americano da Califórnia, situada no condado de Fresno, do qual é sede. Foi fundada em 1872 e incorporada em 12 de outubro de 1885.
Com mais de 542 mil habitantes, de acordo com o censo nacional de 2020, é a 34ª cidade mais populosa do país.

## Geografia
De acordo com o Departamento do Censo dos Estados Unidos, a cidade tem uma área de 301,4 km², dos quais 298,3 km² estão cobertos por terra e 3,1 km² (1,0%) por água.

## Demografia
Desde 1900, o crescimento populacional médio, a cada dez anos, é de 39,5%.

### Censo 2020
De acordo com o censo nacional de 2020, a sua população é de 542 107 habitantes e sua densidade populacional é de 1 817,3 hab/km². Seu crescimento populacional na última década foi de 9,6%, acima do crescimento estadual de 6,1%. É a quinta cidade mais populosa do estado e a maior cidade do interior desta. É também a 34ª mais populosa do país, sendo uma das maiores cidades dos Estados Unidos que não é servida directamente por uma rodovia inter-estadual. É a cidade mais populosa do condado de Fresno.
Possui 184 226 residências que resulta em uma densidade de 617,6 residências/km² e um aumento de 7,6% em relação ao censo anterior. Deste total, 4,5% das unidades habitacionais estão desocupadas. A média de ocupação é de 3,1 pessoas por residência.

### Censo 2010
Segundo o censo nacional de 2010, a sua população é de 494 665 habitantes e sua densidade populacional é de 1 646,5 hab/km².
- 50,17% são brancos
- 8,36% são afro-americanoss
- 1,58% são nativos americanos
- 11,23% são asiáticos
- 39,87% são hispânicos ou latinos de qualquer raça.

## Educação
Na cidade existem 3 instituições de ensino superior: a California State University, Fresno Pacific University e o Fresno City College.

## Transporte

### Aeroportos
Fresno tem três aeroportos. O mais concorrido é o Fresno Yosemite International Airport. Os outros dois são para vôos privados.

## Desporto profissional
Fresno não conta com equipes nas ligas de topo (NBA, NHL,...). No entanto existem várias equipes de segundo plano tais como:
- Fresno Grizzlies (baseball)
- Fresno Falcons (hóquei)
- Central Valley Coyotes (futebol americano)
- Fresno Football Club (futebol)

## Marcos históricos
O Registro Nacional de Lugares Históricos lista 33 marcos históricos em Fresno, dos quais apenas um é Marco Histórico Nacional, o Fresno Sanitary Landfill. O primeiro marco foi designado em 14 de outubro de 1971 e o mais recente em 13 de setembro de 2018.